# Xiphopoeus palmatus
Xiphopoeus palmatus är en insektsart som beskrevs av Buckton. Xiphopoeus palmatus ingår i släktet Xiphopoeus och familjen hornstritar. Inga underarter finns listade i Catalogue of Life.